# Монжель, Орор
Орор Монжель (фр. Aurore Mongel; род. 19 апреля 1982, Эпиналь) — французская пловчиха, трёхкратная чемпионка Европы. Специализировалась в плавании на 100 и 200 баттерфляем, а также в эстафетах вольным стилем.
Участвовала в 4 чемпионатах мира (Монреаль 2005, Мельбурн 2007, Рим 2009, и Шанхай 2011), а также 4 чемпионатах Европы.